# Liste der Naturdenkmale in Völklingen
Die Liste der Naturdenkmale in Völklingen nennt die auf dem Gebiet der Stadt Völklingen im Regionalverband Saarbrücken im Saarland gelegenen Naturdenkmale.

## Naturdenkmale
| Bild | Bezeichnung                                 | Ort                                                  | Beschreibung | Art | Nr.                                |
| ---- | ------------------------------------------- | ---------------------------------------------------- | --- | --- | ---------------------------------- |
| BW   | geologisches ND „Rosselsprung“              | Völklingen 49° 13′ 17″ N, 6° 48′ 59,8″ O)            | |     | ND-005-RVS-VKL (ex: D 5.07.065 ND) |
| BW   | 1 Esskastanie                               | Völklingen 49° 15′ 49,7″ N, 6° 52′ 34,3″ O)          | Am Pflanzgarten, Distrikt V 13, Nähe städtisches Forstamt                                                        |     | ND-210-RVS-VKL (ex: D 5.07.005 ND) |
| BW   | 1 Eiche                                     | Völklingen 49° 15′ 42,1″ N, 6° 51′ 22,3″ O)          | am Nordausgang von Völklingen, Schillerpark in einem Pflanzrondell vor dem Parkhotel                             |     | ND-211-RVS-VKL (ex: D 5.07.007 ND) |
| BW   | 1 Platane                                   | Völklingen 49° 15′ 11,5″ N, 6° 51′ 34,2″ O)          | Schillerstraße gegenüber Haus Nr. 1                                                                              |     | ND-212-RVS-VKL (ex: D 5.07.034 ND) |
| BW   | 1 Platane                                   | Völklingen 49° 14′ 57,5″ N, 6° 54′ 25,9″ O)          | Gegenüber Bahnhof Luisenthal auf Grubengelände                                                                   |     | ND-213-RVS-VKL(ex: D 5.07.035 ND)  |
| BW   | Eiche Ehrenbruennchen                       | Völklingen 49° 14′ 8,2″ N, 6° 51′ 12,6″ O)           | In einer Mulde 1,5 km nördlich des Hühnrscherberges, Distrikt 8, südlich des Ehrenbrünnchens, Nähe Marienkapelle |     | ND-214-RVS-VKL (ex: D 5.07.054 ND) |
| BW   | 1 Esche, 1 Weide                            | Völklingen 49° 14′ 7,8″ N, 6° 49′ 56,6″ O)           | Schlossstraße. Gegenüber der Mühle. Beide gefällt.                                                               |     | ND-215-RVS-VKL (ex: D 5.07.056 ND) |
| BW   | Napoleonseiche                              | Völklingen 49° 14′ 5,3″ N, 6° 49′ 44,8″ O)           | Hammerstraße, gegenüber Haus Nr. 24                                                                              |     | ND-216-RVS-VKL (ex: D 5.07.057 ND) |
| BW   | Linde Ludweiler Straße (ex: 2 Linden)       | Völklingen 49° 13′ 55,6″ N, 6° 49′ 43″ O)            | Ludweiler Straße, vor dem Eingang von Haus Nr. 238                                                               |     | ND-217-RVS-VKL (ex: D 5.07.058 ND) |
| BW   | Platane am Warndtgymnasium (ex: 3 Platanen) | Völklingen 49° 13′ 49,8″ N, 6° 49′ 28,6″ O)          | Straße „Am Warndtgymnasium“ bei Haus Nr. 7 und 9                                                                 |     | ND-218-RVS-VKL (ex: D 5.07.059 ND) |
| BW   | Onkelseiche Geislautern (ex: 1 Stieleiche)  | Völklingen 49° 13′ 48″ N, 6° 49′ 28,6″ O)            | An der Ludweiler Straße, 70 m vor Einmündung der Straße „Am Warndtgymnasium“                                     |     | ND-219-RVS-VKL (ex: D 5.07.060 ND) |
| BW   | Eiche Käsbergstraße (ex: 2 Eichen)          | Völklingen Ludweiler 49° 13′ 27,1″ N, 6° 49′ 3,4″ O) | Ludweiler, Käsbergstraße                                                                                         |     | ND-220-RVS-VKL (ex: D 5.07.061 ND) |